# Напис любимця

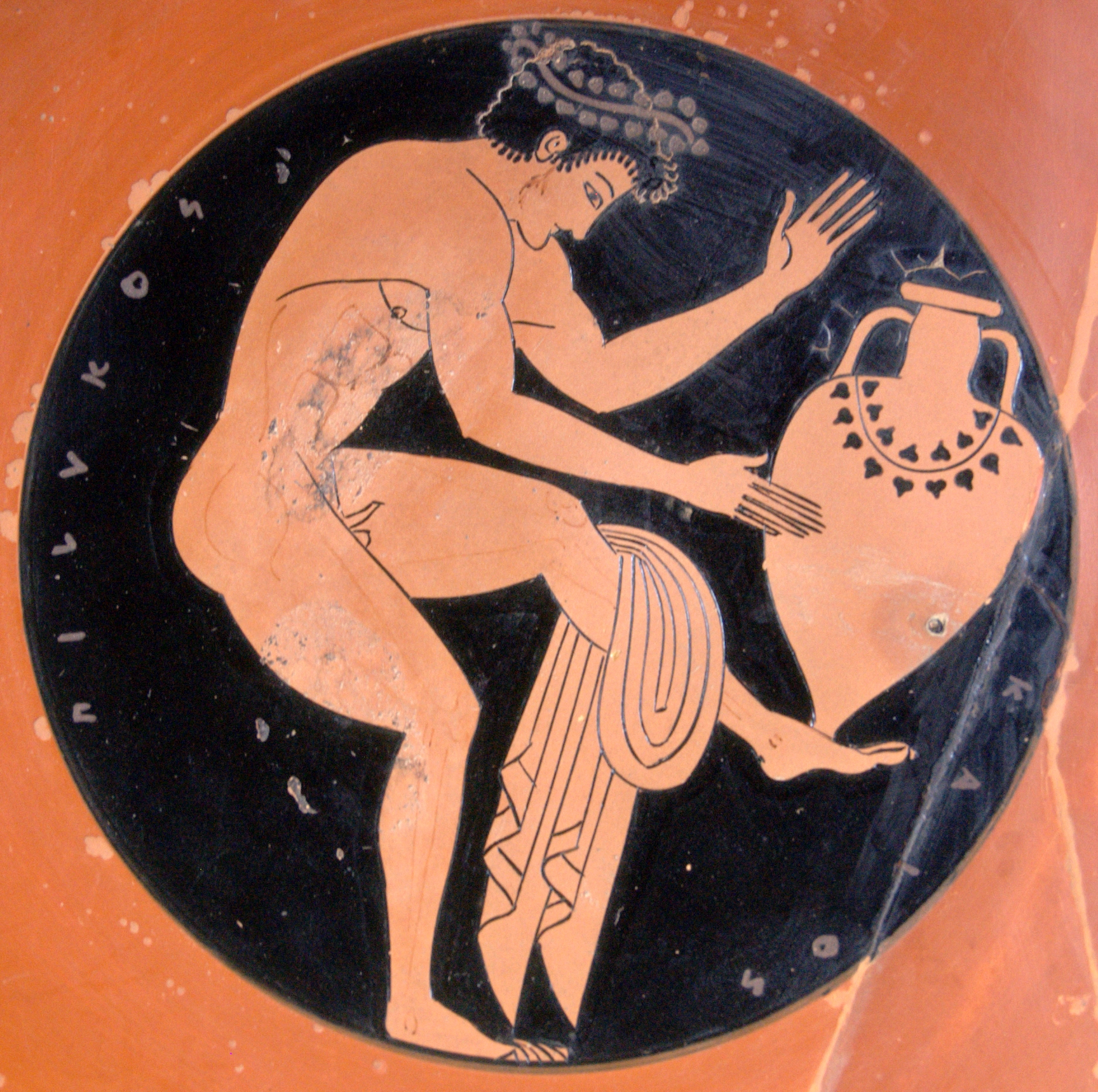
Кілікс-білінгва, комаст (гульвіса на підпитку) зі скіфосом, напис Калос: ΕΠΙΛΥΚΟΣ ΚΑΛΟΣ - Епілік прекрасний, Лувр

Напис улюбленця (Напис Калос) — форма епіграфіки, поширена у вазопису давньогрецької кераміки в період між 550 і 450 до н. е. Здебільшого зустрічається на сімпосійних вазах.
Напис мав вигляд: «Καλός XX», що перекладається як «Прекрасний XX». Згадувані імена завжди називали або юнака, або юну дівчину. В останньому випадку замість Καλός вживався прикметник жіночого роду Καλή. Дослідник написів Калос Кролл відзначає, що жіночих імен зустрічається не більше 30, тоді як чоловічих — 528.
Призначення написів Калос залишається невідомим. Одні дослідники припускають, що написи Калос характеризуються еротичною конотацією і мали виражати любовні почуття вазописця або ж замовника розпису для вази до юнаків. Інші вважають, що такі написи замовлялись заможними родами, аби возвеличити свого нащадка, створити його культ.